# Бизнес-симуляция
Бизнес-симуляция — интерактивная модель экономической системы, которая по своим внутренним условиям максимально приближена к соответствующей реальной экономической единице (подразделение предприятия, предприятие, отрасль, государство).
Бизнес-симуляция имеет образовательную цель: получение участником соответствующих навыков и компетенций. Это качественно отличает её от других программных продуктов[уточнить] , в частности экономических игр, которые в большинстве своем относятся к сфере развлечений.
Следует отметить, что комплексность и системность подходов, которые присутствуют в концепции бизнес-симуляции, позволяют применять в учебном процессе элементы игрового процесса, которые при правильном балансе с обучающими задачами повышают эффективность образовательных результатов. Именно это позволяет выделить бизнес-симуляцию в отдельную категорию.
Интерактивный характер бизнес-симуляций предоставляет широкие возможности участникам получать и развивать свои первичные навыки и компетенции по управлению компанией: построение стратегий, решение тактических и операционных заданий — то есть научиться делать всё то, что можно усвоить только в практической деятельности.
Бизнес-симуляция широко используется как метод обучения в системе образования западного образца, в частности в университетах и в бизнес-школах, не только для обучения студентов, но и для обучения руководителей.
Бизнес-симуляции подразделяются на компьютерные, настольные и деловые игры. В настольных бизнес-симуляциях ключевые процессы, принимаемые решения и процедуры отображаются на специально разрабатываемых игровых полях и прочих бланках и карточках. Компьютерная бизнес-симуляция — это интерактивная игра, в которой анализ принятых решений производит компьютерная программа моделирующая реалии бизнеса. Деловые игры часто строятся по принципу города или дороги, двигаясь по которым необходимо достигать поставленные задачи и демонстрировать соответствующие навыки.

## История
Первой формой применения каких-либо симуляций[уточнить] в обучающих целях был игровой процесс. Из истории известно, что в Китае около 3 000 лет до н. э. для военных тренировок применялась специальная игра-симулятор. Этот симулятор был подобен шахматам.
В западном мире, военные обучающие игры берут начало из немецких военно-тактических учений на карте в середине девятнадцатого столетия (Фариа и Дикинсон). Кроме того, Фариа и Дикинсон указывают, что различные военные игры применялись в Японии ещё до Второй мировой войны, а англичане и американцы использовали их для проверки боевой стратегии.
В 1930-х и 1940-х годах начали использовать военный опыт моделирования для управления гражданскими предприятиями. Некоторые аспекты из эволюции бизнес-симуляций (деловых игр) можно отнести к 1955 году, когда появилась деловая игра известной корпорации Rand Corporation, которая моделировала управление запасами Военно-воздушных сил США в рамках существующей системы питания. Гринлоу утверждает, что бизнес-симуляции можно считать последствием ранних разработок в трёх областях: военных игр, исследования операций и образовательной ролевой игры.
В 1949 году в Новой Зеландии студент-экономист Лондонской школы экономики Уильям Филлипс создал MONIAC (Гидравлический компьютер Феликса), чтобы моделировать национальные экономические процессы Великобритании. MONIAC был аналоговым компьютером, который использовал флюидику (струйную логику) для моделирования процессов экономики. MONIAC предназначался для использования в качестве учебного пособия, но оказался эффективным и в качестве экономического симулятора. Филлипс и его помощник Уолтер Ньюлин обнаружили, что MONIAC можно откалибровать с точностью до ± 2 %. Если подбор параметров приводил к «жизнеспособной экономике», то состояние компьютера стабилизировалось. Результаты можно было отправить на примитивный плоттер.
По Нейлор, использование игр в бизнесе и экономике начинается в 1956 году, когда American Management Association разработала первую, так называемую «decision-making» игру, которая была названа Top Management Decision Game. У Фариа и Дикинсон и у Гринлоу также можно найти оценку этого первого, широко известного бизнес-моделирования, хотя Гринлоу отмечает датой внедрения игры 1957 год и дальше указывает, что это был первый невоенный аналог конкурентной деловой игры. Гринлоу обратил внимание, что Top Management Decision Game стимулировала разработку и использование десятков других бизнес-симуляций.
Повышение интереса к бизнес-симуляциям в академических кругах подпитывалось следующими факторами:
- рост числа студентов;
- увеличение числа новых учебных курсов;
- повышение популярности различных методов обучения, в том числе неклассических;
- доступность новых технологий.

Ларсен и Ломи описывают изменения, которые произошли в сущности бизнес-симуляций. Они заявляют, что до начала 1980-х годов моделирование использовалось для прогноза поведения сменных подсистем разного уровня, начиная от денежных и финансовых показателей компаний до инфляции и безработицы в стране. Они утверждают, что в течение последующих 15-ти лет изменилось отношение к моделированию.
На протяжении длительного периода основной задачей моделирования было прогнозирование экономических показателей. Но в последнее время моделирование стало инструментом, с помощью которого появилась возможность понять проблемы и перспективы отдельного субъекта хозяйствования или даже целого сектора экономики. Моделирование, как инструмент понимания, стало широко использоваться в бизнес — симуляциях. Ларсен и Ломи отметили, что акцент в компьютерных имитационных моделях сместился:
1. От предвидения будущего к пониманию того, как несколько сценариев развития событий в будущем могут быть связаны с решениями и действиями, которые должны быть приняты сегодня;
2. От проектирования лучшей стратегии к анализу того, как стратегия будет развиваться при наличии разных сценариев развития событий в будущем, и/или[уточнить] того, как прошедшие события влияют на восприятие настоящего.

В конце 1990-х годов, среди западных компаний приобрело распространение проектирование и настройка бизнес-симуляций для расширения своих корпоративных программ развития лидерства. Деловые игры часто нацелены на выработку стратегии и развитие деловой хватки. Такие бизнес-симуляции позволяют участникам проверять свои навыки и компетенции в принятии решений, совершать ошибки, исправлять их и делать соответствующие выводы.
Дикинсон и Фариа утверждают, что в США в настоящее время используется более 250 деловых игр, в которых задействовано около 9 000 преподавателей в более чем 1 900 колледжах, которые предлагают бизнес-программы для обучения.

## Типы бизнес-симуляций
Бизнес-симуляции могут быть классифицированы по многим признакам. По таксономии Биггса их можно разделить на следующие:
| Типы                               | Описание альтернатив |
| Функциональные и целостные         | Разработанные для сосредоточения внимания на принятии решения в узкой функциональной области (например: маркетинг, производство, финансы и т.п.) или для имитации деятельности целого предприятия с целью развития навыков высшего уровня управления. |
| Конкурентные и неконкурентные      | Наличие или отсутствие взаимосвязи между решениями одного участника и результатами других. |
| Интерактивные и не интерактивные   | Наличие или отсутствие в симуляции роли администратора. |
| Отраслевые и общие                 | Направленные на имитацию экономических процессов отдельной отрасли или на общие экономические процессы. |
| Командные и индивидуальные         | |
| Детерминированные и стохастические | Принятие решения и его результат имеют вероятностный (стохастический) или определённый (детерминированный) характер. |
| Степень сложности                  | Два измерения сложности: 1) сложность экономической модели; 2) наличие выбора сложности в симуляции. |
| Период времени моделирования       | Размер периода, который выбран для моделирования. Например: квартал, день, год и т.д. |

## Сценарий симуляции
В бизнес-симуляции сценарий развивается в искусственно созданной среде, и участнику предлагается сделать индивидуальное или командное обоснованное решение о том, как действовать в конкретной ситуации. Чаще всего существует несколько альтернатив, при этом выбор является составляющим элементом так называемого «дерева решений», на основании которого принимаются решения. В течение учебного процесса через определённые промежутки времени обеспечивается обратная связь.

## Математическое моделирование в бизнес-симуляциях
Бизнес-симуляция с точки зрения математики — это модель, которая имеет свои входные и исходные данные. Входными данными для математической модели симуляции являются решения участников, которые имеют цифровое выражение. А исходными — результат обработки этих решений специальными алгоритмами, которые имитируют реальные экономические процессы.
Моделирование экономических процессов в бизнес-симуляциях может охватывать как глобальный уровень, так и уровень предприятия или даже его отдельные структурные подразделения.
Для упрощения интерактивной связи между математической моделью и участником создаётся специальный графический интерфейс, который на интуитивном уровне обеспечивает понимание исходных данных модели, а также структуры логических процессов.

## Использование бизнес-симуляций в обучении
Бизнес-симуляции в наше время широко используются в учебных целях. Свидетельством этого является включение их в учебный процесс многих высших учебных заведений, проведение в рамках масштабных обучающих конференций, интеграция в модульные программы развития.
Возможность использования бизнес-симуляций в обучении тесно связано с появлением в западной педагогике концепции «experiential learning», что переводится как обучение действием или обучение практикой.
Бизнес-симуляция является одной из самых эффективных образовательных технологий, поскольку позволяют участникам получать навыки, компетенции и практический опыт в процессе обучения. Именно поэтому они широко используются в учебном процессе многих университетов и бизнес-школ мира.
Имитационные игры на основе бизнес-симуляций имеют ряд преимуществ:
- Безрисковая зона — ошибки в игре не приведут к краху бизнеса;
- Смена масштаба — возможность занимать различные позиции в иерархии компании: от экономиста до топ-менеджера;
- Повышение финансовой грамотности — получение новых знаний в инновационном формате;
- Командная работа — улучшение навыков коммуникаций и взаимодействия в коллективе[11].

Кроме того, применение бизнес-симуляций в обучении стало объективной необходимостью нашего времени, поскольку, как отмечает Симкинс методы обучения, которые сильно зависят от формата лекции, недостаточно эффективны для развития у студентов когнитивных учебных навыков и роста привлекательности экономики среди лучших студентов, чтобы мотивировать их продолжать курсовую работу по данной дисциплине.
В настоящее время предложение бизнес-симуляций выглядит следующим образом:
- Коробочные западные решения . Спрос на данный вид бизнес-симуляций связан, прежде всего, со сравнительно малой стоимостью, однако несёт определённые сложности при проведении, которые выражаются в низкой адекватности российским бизнес-реалиям.
- Адаптированные западные бизнес-симуляции. Являются более актуализированными в отношении вторичных игровых элементов. При этом базовые элементы, заложенные в математическую модель игры остаются неизменными.
- Российские разработки. В настоящее время самостоятельными разработками занимаются единичные российские провайдеры. Одной из наиболее известных российских бизнес-симуляций является онлайн-игра Виртономика.

## Отличия бизнес-симуляций от тренингов
* По методологии BIRC
|                                | Тренинг                                                   | Бизнес-симуляция                                                                                      |
| ------------------------------ | --------------------------------------------------------- | --- |
| Фасилитация выводов            | Тренер комментирует правильное или неправильное поведение | Участники сами делают выводы в процессе прохождения бизнес-симуляции + наглядные компьютерные графики |
| Обучение / изменение поведения | У участников есть 1-2 попытки в ролевой игре              | В течение всей игры у участников есть возможность менять своё поведение                               |
| Формат отработки материала     | Работа в парах                                            | Работа в команде                                                                                      |
| Принимаемые решения            | Краткосрочные                                             | Долгосрочные + экономическое обоснование                                                              |
| Материалы                      | Стандартные (рабочие тетради, презентации)                | Яркие (настольная игра, игровые элементы, фишки ресурсов)                                             |